# Список глав государств в 217 году до н. э.
| 218 до н. э. ← Список глав государств по годам → 216 до н. э. |

## Азия
- Анурадхапура — Сена и Гуттика, цари (237 до н. э. — 215 до н. э.)
- Аулак — Ан Зыонг-выонг, князь (257 до н. э. — 207 до н. э.)
- Вифиния — Прусий I, царь (228 до н. э. — 182 до н. э.)
- Греко-Бактрийское царство  — Евтидем I, царь (ок. 230 до н. э. — 200 до н. э.)
- Иберия — Саурмаг I, царь (234 до н. э. — 159 до н. э.)
- Каппадокия — Ариарат IV Евсеб, царь (220 до н. э. — 163 до н. э.)
- Китай (Империя Цинь) — Цинь Шихуанди (Ин Чжэн), император (221 до н. э. — 210 до н. э.)
- Корея:
  - Махан — Юн, вождь[англ.] (220 до н. э. — 193 до н. э.)
  - Пуё — Хэмосу, тхандже (239 до н. э. — 195 до н. э.)
- Маурьев империя — Сампрати, император (224 до н. э. — 215 до н. э.)
- Парфия — 
  - Аршак I, царь (ок. 247 до н. э. — ок. 217 до н. э.)
  - Аршак II, царь (ок. 217 до н. э. — ок. 191 до н. э.)
- Пергамское царство — Аттал I Сотер, царь (238 до н. э. — 197 до н. э.)
- Понтийское царство — Митридат III, царь (ок. 220 до н. э. — 190 до н. э.)
- Селевкидов государство — Антиох III Великий, царь (223 до н. э. — 187 до н. э.)
- Софенское царство — Ксеркс, царь (228 до н. э. — 212 до н. э.)
- Хунну — Тоумань, шаньюй (220 до н. э. — 209 до н. э.)
- Япония — Корэй, тэнно (император) (290 до н. э. — 215 до н. э.)

## Африка
- Египет — Птолемей IV Филопатор, царь (222 до н. э./221 до н. э. — 204 до н. э.)
- Нумидия —  Гала, царь Восточной Нумидии  (ок. 250 до н. э. — 207 до н. э.)

## Европа
- Афины  — Каллимах, архонт (218 до н. э. — 217 до н. э.)
- Ахейский союз — 
  - Эперат, стратег (218 до н. э. — 217 до н. э.)
  - Арат Сикионский, стратег (245 до н. э. — 244 до н. э., 243 до н. э. — 242 до н. э., 241 до н. э. — 240 до н. э., 239 до н. э. — 238 до н. э., 237 до н. э. — 236 до н. э., 235 до н. э. — 234 до н. э., 233 до н. э. — 232 до н. э., 231 до н. э. — 230 до н. э., 229 до н. э. — 228 до н. э., 227 до н. э. — 226 до н. э., 225 до н. э. — 224 до н. э., 223 до н. э. — 222 до н. э., 220 до н. э. — 219 до н. э., 217 до н. э. — 216 до н. э., 215 до н. э. — 214 до н. э.)
- Боспорское царство — Гигиенонт, царь (ок. 220 до н. э. — ок. 200 до н. э.)
- Дарданское королевство[англ.] — Лонгар, царь[англ.] (ок. 231 до н. э. — ок. 206 до н. э.)
- Ирландия — Финнат Мар[англ.], верховный король (219 до н. э. — 210 до н. э.)[1]
- Македонское царство — Филипп V, царь (221 до н. э. — 179 до н. э.)
- Одрисское царство (Фракия) — Рескупорид I, царь (240 до н. э. — 215 до н. э.)
- Римская республика:
  - Гней Сервилий Гемин, консул (217 год до н. э.)
  - Гай Фламиний, консул (233 год до н. э., 217 год до н. э.)
- Сиракузы:
  - Гиерон II, царь (270 до н. э./269 до н. э. — 215 до н. э.)
  - Гелон II, царь (240 до н. э. — 215 до н. э.)
- Спарта — 
  - Агесиполид III, царь (219 до н. э. — 215 до н. э.)
  - Ликург, царь (220 до н. э. — 212 до н. э.)

## Галерея
- Цинь Шихуанди  
 221 до н.э.—210 до н.э. 
 Император Цинь
- Антиох III Великий  
 223 до н.э.—187 до н.э. 
 Царь Сирии
- Филипп V  
 221 до н.э.—179 до н.э. 
 Царь Македонии
- Аршак I  
 247 до н.э.—217 до н.э. 
 Царь Парфии
- Евтидем I  
 230 до н.э.—200 до н.э. 
 Греко-бактрийский царь
- Аттал I Сотер 
 238 до н.э.—197 до н.э. 
 Царь Пергама
- Прусий I  
 228 до н.э.—182 до н.э. 
 Царь Вифинии
- Птолемей IV Филопатор  
 222/221 до н.э.—204 до н.э. 
 Царь Египта
- Гиерон II  
 270/269 до н.э.—215 до н.э.  
 Царь Сиракуз
- Ариарат IV  
 220 до н.э.—163 до н.э.  
 Царь Каппадокии
- Ксеркс  
 228 до н.э.—212 до н.э.  
 Царь Софены
- Корэй  
 290 до н.э.—215 до н.э. 
 Император Японии